# Onbeheerde nalatenschap
In België is de onbeheerde nalatenschap (Frans: la succession vacante) een nalatenschap waarvoor geen erfgenamen bekend zijn, en die niet door de Staat wordt opgeëist. De rechtbank kan dan een curator of andere bewindvoerder aanstellen om de nalatenschap te beheren en vereffenen.

## Definitie
Naar Belgisch recht is een nalatenschap onbeheerd of heerloos wanneer er, na het verstrijken van de termijn van boedelbeschrijving van drie maanden en de termijn van beraad van veertig dagen, geen erfgenaam bekend is of de bekende erfgerechtigden de nalatenschap hebben verworpen (art. 4.58 van het Burgerlijk Wetboek (BW)).
De onbeheerde nalatenschap is te onderscheiden van de erfloze nalatenschap. Een nalatenschap is erfloos als deze door geen enkele erfgenaam wordt opgeëist. Een nalatenschap is onbeheerd als ook de staat de nalatenschap niet opeist conform de artikelen 4.32 en 4.33 BW.

## Procedure
De procedure inzake onbeheerde nalatenschappen wordt geregeld in de artikelen 1228 tot 1231 van het Gerechtelijk Wetboek (Ger.W.). Is een nalatenschap onbeheerd, dan kan iedere belanghebbende de familierechtbank verzoeken om een curator aan te wijzen. Ook de procureur des Konings kan de aanstelling van een curator vorderen.
Voor het beheer en de rekening en verantwoording van de curator van een onbeheerde nalatenschap zijn de regels voor de aanvaarding van nalatenschappen onder voorrecht van boedelbeschrijving naar analogie van toepassing (art. 1230 Ger.W.). Dit houdt in dat hij een inventaris opmaakt en, na publicatie van zijn aanstelling in het Belgisch Staatsblad, de activa te gelde maakt en de passiva aanzuivert, met inbegrip van de successierechten.

## Romeins recht
Onder het Romeins recht kende men de haereditas jacens, een openliggende nalatenschap die door vreemdelingen kon worden verkregen via usucapio (verwervende verjaring). Een erfloze nalatenschap heette een caduca (Cod. 10.10.1).

## Nederland
In Nederland wordt de term "onbeheerde nalatenschap" gebruikt voor wat in België een "erfloze nalatenschap" heet.